# 郭林碧蓮
郭林碧蓮（1923年12月21日—），台灣企業家，現任坤德股份有限公司、連滙科技有限公司、連紅科技有限公司董事長。台北市立中山女子高級中學校友會會長、榮譽會長。
郭林碧蓮是林詩黨、林謝玉之女，前台北商銀總經理郭德焜之妻，育有二子三女，長女郭文艷現為大同公司榮譽董事長。

## 簡歷
郭林碧蓮出生於萬華富商家庭，曾就讀龍山公學校；11歲時隨家人赴廈門，就讀廈門旭瀛書院；13歲回台考進臺北州立臺北第三高等女學校。畢業後於日本商社服務。1944年移居蘇州，並在蘇州領事館擔任秘書。1946年回台，次年跟東京帝國大學經濟學博士郭德焜結婚，育有五名子女，共同創辦坤德企業，1995年先生過世後同時兼任董事長及總經理。
求學時曾經歷蘆溝橋事變、第二次世界大戰，並於回台時遭遇228事件，險些受難。
郭林碧蓮投入企業經營並熱心於慈善捐助。大同大學、中山女高、台北市高雄中學校友會、私立大同高中等校都有設立「郭林碧蓮董事長優秀學生獎學金」或是捐助學校社團基金。

## 外部連結
- 媽媽教她「忍」出一片天 （页面存档备份，存于）
- 兼具自由與傳統 郭林碧蓮談教養 （页面存档备份，存于）